# خدمة الدفع الإلكتروني
خدمـة الدفع الالـكتـروني، عبر الانترنيت (بالفرنسية: e-Paiement)‏ تمكّن خدمة الدفع الإلكتروني عن طريق بطاقة الدفع، سواء من قطاع الأعمال أو الأفراد، من تسديد المستحقات المترتبة على الخدمات إلكترونياً من أي مكان وفي أي وقت، من خلال عدة خيارات، وتعد بوابة الدفع الإلكتروني واحدة من القنوات الإلكترونية المبتكرة لتوفير وقت وجهد العميل. تعد خاصية الخصم المباشر من الحساب المصرفي عبر البنوك للشركات أو الأفراد أحدث خيارات الدفع، وخياراً مناسباً لتسديد رسوم الخدمات بفضل الشراكة مع أكبر البنوك الموجودة في العالم، وهناك العديد من البنوك في طريقها للانضمام للخدمة، ويمكن لأصحاب الحسابات الجارية في أي من البنوك اختيار خاصية الخصم المباشر من الحساب، من غير أن يترتب على ذلك أية أعباء أو رسوم إضافية، مع إمكان الحصول على تقرير مالي إلكتروني.

## المزايا
- الحماية : خدمة مؤمنة وتضمن حقوق
- المشترين عبر الواب (Web Acheteurs).
- السهولة : الدفع عبر الإنترنت بكل بساطة
- إمكانية الولوج : الولوج إلى خدمة الدفع الإلكتروني حيثما كان و اينما وجد العاميل 24سا/24 و 7 أيام/7.
- الرفاهية : اقتصاد الوقت بتفادي التنقلات.